# Janusz Stanisław Wójcik
Janusz Stanisław Wójcik (ur. 31 marca 1935 w Górach, zm. 9 kwietnia 2009 w Puławach) – polski działacz spółdzielczy, poseł na Sejm PRL VI kadencji.

## Życiorys
Syn Stanisława i Natalii. Z wykształcenia inżynier zootechnik. Był wieloletnim dyrektorem do spraw surowcowych w Cukrowni „Garbów”.
W 1957 ukończył studia na Uniwersytecie Marii Curie-Skłodowskiej w Lublinie i podjął pracę zootechnika oceny w Prezydium Wojewódzkiej Rady Narodowej w Lublinie. Od 1958 inspektor agrotechniczny w Stowarzyszeniu Plantatorów Przetwórstwa Roślin Okopowych w Garbowie. W 1969 otrzymał Brązowy Krzyż Zasługi.
W 1969 wstąpił do Zjednoczonego Stronnictwa Ludowego. W 1972 uzyskał mandat posła na Sejm PRL w okręgu Lublin. Zasiadał w Komisji Budownictwa i Gospodarki Komunalnej.